# École allemande de Toulouse
L'école allemande de Toulouse est une école internationale allemande située à Colomiers, en France, près de Toulouse. L'école accueille des élèves dès 2 ans et jusqu'à la fin du lycée. L'école est partagée en deux : l'administration scolaire, la maternelle et l'école primaire sont situés à l'Eurocampus 2, espace partagé avec l'école internationale de Toulouse. Les classes secondaires - de la 6e à la 12e année - sont situées au lycée Victor-Hugo.